# عبد الباري العبودي
عبد الباري العبودي (27 آذار 1946 - 18 شباط 2009) فنان عراقي، له أعمال كثيرة منذ الستينات كاتباً وممثلاً ومخرجاً، منها «وجهان في الصورة» للمخرج العراقى حسن الجنابي، و«محطات الذاكرة» و«أمنيات صغيرة» مشتملة على تفاصيل اليوميات الاجتماعية والحياتية. في التسعينيات في فترة الحصار الاقتصادي على العراق، غادر العبودى إلى العاصمة الأردن، ثم عاد إلى البلاد عام 2000، وفي سنة 2004 أُحيلَ إلى التقاعد، ثم عُيّن خبير فحص النصوص الإذاعية في شبكة الإعلام العراقي سنة 2005 حتى وفاته. يُعد عبد الباري من أشهر الكتاب العراقيين، وُصفَ أنه شيخ الدراما.

## أعماله
ألّف عبد الباري عدة أعمال، وبعضها ما لم يُنفذ حتى وفاته، قال فيه عبد الرزاق العبودي «بدأ مشواره الثقافي والأدبي من خلال الإذاعة العراقية حيث تميز بصوت الدافئ الحنون وكان علما بارزا من أعلام الدراما العراقية المتميزة الهادفة والتي تحاكي وجدان الشارع العراقي بكل مكنوناته المعروفه بحلوها ومرها من فرح وبؤس وشقاء ومعاناة وعذاب وكان يتحدث بعمق عن تفاصيل الحياة في بيوت العراقيين وحاراتهم ومحلاتهم الشعبية وأزقتهم الضيقة حيث يصف معاناتهم وكدحهم وجهادهم من أجل الحصول على لقمة العيش بكرامة فهو يتحدث عن العامل في مصنعه والفلاح في مزرعته والمعلم في مدرسته وهكذا بالنسبة لكل شرائح المجتمع العراقي حيث يتعمق بدقه وباسلوب متميز في الطرح في تناول هذه الامور مجتمعة وقد كان الشاهد على ما نقول تلك المسلسلات المتميزه والتي لاتزال تختزنها ذاكرة العراقيين وأهمها (أمنيات صغيرة، محطات الذاكرة، أيام الإجازة، بيت الحبايب، أجنحة العصافير) وهي أعمال ورموز شاخصة تدل على مقدرة كبيرة على الإبداع والتميز»، قال ناطق خلوصي في كتابه (الدراما التلفزيونية العربية) «فقد كتبَ أعمالا شعبية وأعدَّ أعمالا أخرى عن نصوص قصصية عراقية ومما يلاحظ عليه أنه لا يميل إلى سير أغوار الواقع أو الغوص في أعماق الشخصيات لذلك تأتي أعماله وكأنها تلامس قشرة الواقع».

### أفلام
- عمارة 13" فلم ذو طابع اجتماعي كتبه عبد الباري وأخرجه صاحب حداد، قال رضا الأعرجي "سيناريو الفيلم الذي وضعه عبد الباري العبودي جاء على الطريقة المصرية في رسم الخطوط العامة وفي حشر قصص الحب بينها، وتتجلى مصرية السيناريو في الرغبة بان يكون البطل الإيجابي فيه «باش مهندس»، ولانريد بهذه الملاحظة أن نقلل من شأن السيناريو أو من شأن كاتبه، بل نرى أن عبد الباري العبودي الذي يستند إلى تجربته الطويلة في الكتابة إلى التلفزيون قد وفق في كتابة أول سيناريو يجد طريقه إلى التنفيذ، مستفيدا من هذه التجربة، ومتفاديا للكثير من الثغرات التي يقع فيها كاتب السيناريو العراقي".[6]
- وجهان في الصورة، سنة 1989.[7]

### مسرحيات
- أحلام العصافير.[8]
- سعيد السعداء، مسرحية أطفال، سنة 2006.[9]
- حبّ في الدبّاخنة.[7]

### مسلسلات
- محطات الذاكرة، سنة 1979.[10]
- الصيف والدخان، سنة 2010.[11]
- مسلسل عناد.
- مسلسل صابر.[12]
- بيت الحبايب.
- القلب في مكان آخر.

## وفاته
توفي ظُهراً في 18 شباط 2009، بمستشفى الحسين التعليمي بمدينة الناصرية بعد أن أصابته جلطة دماغية غيّبته عن الوعي أسبوعاً، وكان قبل ذلك قد أصابته جلطة سنة 2000، وعوفيَ منها سنة 2001م.